# Barbara Caveng
Barbara Caveng (* 27. September 1963 in Zürich) ist eine Schweizer ehemalige Schauspielerin in Saarbrücken und seit 1991 in Berlin wirkende bildende Künstlerin.

## Leben
Barbara Caveng absolvierte von 1982 bis 1986 ein Schauspielstudium an der Hochschule für Musik und darstellende Kunst in Graz und übernahm anschließend ein Engagement beim Kinder- und Jugendtheater „Überzwerg“ des Saarländischen Staatstheaters in Saarbrücken. In zwei Saarbrücker Tatort-Folgen bekleidete sie 1987/1988 eine Nebenrolle. Im Saarland heiratete sie den Jazzmusiker Christoph Mudrich, von dem sie seit 1992 geschieden ist. Bereits 1989 wechselte sie hinter die Bühne und wandte sich dem Kostüm- und Bühnenbild zu. Wenig später verwirklichte sie auch eigene künstlerische Ideen außerhalb des Theaters. 1996 verließ Barbara Caveng Saarbrücken und zog nach Berlin.
Seit 1991 arbeitet sie als freischaffende bildende Künstlerin mit den Schwerpunkten Installation, Skulptur/Objekt sowie partizipatorische Projekte mit Asylsuchenden oder von Armut betroffenen Gruppen.
Eines ihrer frühen Projekte, das sie …waltigt…wald nannte, befasste sich 1999/2000 mit der Thematik von Kindern als Opfer (Kindesmissbrauch) und Täter (Amoklauf). Amerikanische Täterbiografien inspirierten Caveng wenig später für ihre Installation finalmeals, die Henkersmahlzeit-Wünsche von verurteilten Todeskandidaten visualisierte und erstmals 2000 im Postfuhramt Berlin-Mitte ausgestellt wurde. Das von ihr inszenierte „stille Requiem“ versteht sie nicht „als politisches Statement gegen die Todesstrafe“.
Arbeitsstipendien und Projekte führten sie in den letzten Jahren unter anderem nach Moskau, Lampedusa, Norwegen, Südkorea und Syrien. In der vom Bürgerkrieg gezeichneten syrischen Hauptstadt Damaskus trug sie 2011 auf langen Tagesmärschen insgesamt 250 Kilo Staub von verschiedenen Orten zusammen. Diese wurden im aufgrund der politischen Situation nicht öffentlichen Ausstellungsraum der syrischen Initiative All Art Now verstreut. Aus den größeren aufgekehrten Bruchstücken legte sie den Schriftzug „Djannat al-Ard“ (dt. „Paradies auf Erden“). Unter dem Eindruck ihrer syrischen Erlebnisse schuf die Künstlerin 2012/2013 ein Replikat einer Kalaschnikow aus Menschenknochen.
Caveng bewarb sich in einem Wettbewerb erfolgreich für das Residenzstipendium Kunst fürs Dorf – Dörfer für Kunst und zog 2013 – wie es die Ausschreibung verlangte, ohne vorgefertigtes Konzept – für sechs Monate in das Dorf Blankensee-Pampow an der deutsch-polnischen Grenze. Vor Ort entstand zusammen mit den Dorfbewohnern ein Projekt, das mit Mi kricht hier keener mehr wech umschrieben und vom Fernsehsender Arte begleitet wurde. Im Rahmen des Projektes entstand auf der geografischen Mitte der drei Kilometer voneinander entfernten, auch neun Jahre nach der Fusion noch immer „fremdelnden“ Gemeindeteile ein Treffpunkt, die „Kunstgemeinde Pampsee“, in der sich beispielsweise eine Sonnenschirm-Nähgruppe bildete.
2015 gründete sie die Initiative „Kunstasyl'“, in der Künstler, Kreative und Asylsuchende zusammenarbeiten. Mit ihrem Team verlegte sie für ein Jahr ihren Lebensmittelpunkt in eine Berliner Gemeinschaftsunterkunft für Asylbewerber. Im Zentrum stand für Caveng die Frage, wie Ansässige und Neuzugewanderte gemeinsam eine Gesellschaft bilden können. Das aus Menschen aus 17 Nationen bestehende Kollektiv im Spandauer Heim entwickelte während vier Monaten in einem offenen Prozess im Museum Europäischer Kulturen in Berlin eine Ausstellung auf 600 Quadratmetern. „Teile von ausgemusterten Bettgestellen aus Not- und Gemeinschaftsunterkünften wurden zu Konstruktionselementen für Installationen, die Schrecknisse von Krieg und Flucht wurden mit Rötel und Graphit den Museumswänden eingeschrieben“, erklärte sie im Gespräch mit der Saarbrücker Zeitung, so „entstand eine begehbare Landschaft als Ausdruck gegenwärtiger Erinnerungen“. Die am 4. März 2016 eröffnete daHEIM: Einsichten in flüchtige Leben betitelte Präsentation, mit dem Hauptmotiv „Die Welle“, war keine Ausstellung im herkömmlichen Sinne, denn sie reflektierte auch sprachkritisch die komplexe Migrationsdebatte. Sie war bis Juli 2017 zu sehen und wurde ein großer Erfolg mit internationaler Resonanz.
In ihrem Berliner Wohnbezirk Neukölln etablierte Caveng als Reminiszenz an die Kunstgemeinde Pampsee in der Ausstellung Heimisch eine Sammelstelle für alte Stoffe, in der während der Ausstellungsdauer immer mittwochs zum Nähen von „Neuköllner Sonnenschirmen“ eingeladen wurde. Für besondere Aufmerksamkeit sorgte ihr 2010 geschaffenes Neuköllner Sozialparkett, mit welchem sie ihre Trilogie der sozialen Bodenbeläge auf dem Gutshof Britz abschloss. Die begehbare Bodeninstallation, von Michaela Nolte als „Symphonie der Hölzer“ bezeichnet, befindet sich seit 2012 in der Sammlung der Berlinischen Galerie. Nicht zuletzt wegen dieser Arbeit gehörte sie im Januar 2018 zum von einer Jury gebildeten engeren Kreis der Kandidaten für den Neuköllner Kunstpreis. Alle Nominierten stellten für zwei Monate in der Galerie im Saalbau aus. Anfang der 2000er Jahre hatte sie einige Kunstpreise erhalten, der verschiedene Stipendien folgten, so unter anderem das renommierte Arbeitsstipendium der Stiftung Kunstfonds.

## Ausstellungen (Auswahl)

### Einzelausstellungen
- 1998: Kein schöner Land, Ministerium für Wirtschaft und Finanzen, Saarbrücken; Gießerei – Sprachraum und Galerie/Edition Lutz Fiebig, Berlin
- 1999: 2000 – 2, Saarländisches Künstlerhaus, Saarbrücken; Galerie Prima Kunst, Kiel
- 2000: ...waltigt...wald, Kunstetage Dock 4, Kassel
- 2002: U Menja est Metscha – Ich habe einen Traum, Kunstsammlungen der Stadt Limburg und DNA Galerie – Die neue Aktionsgalerie, Berlin
- 2004: Ready Now, DNA – Die neue Aktionsgalerie, Berlin; Sørlandets Kunstmuseum, Kristiansand; Telemarksgalleriet, Notodden und Kunsthalle, Bergen
- 2005: A.R.M. – all recycled material. Phase I, A.R.M. – Musterwohnung, Angermünder Straße, Berlin
- 2006: A.R.M. – all recycled material. Phase III – Alles im Eimer, Galerie Blickensdorf, Berlin
- 2009: Volksparkett, St. Marien, Bad Belzig
- 2010: Neuköllner Sozialparkett, Museum Neukölln im Gutshof Britz, Berlin
- 2011: Paradise on Earth, AllArtNow Institute, Damaskus
- 2013: Reaktorherz (im Rahmen der Projektreihe Kritische Masse), Kirche St. Mariä Himmelfahrt, Ahaus
- 2014: Heimisch, Galerie im Saalbau Neukölln, Berlin
- 2016: daHEIM: Einsichten in flüchtige Leben, Museum Europäischer Kulturen, Berlin

### Gruppenausstellungen
- 2000: Das 5. Gebot. Stickperformance, Festival of Visions, Hongkong
- 2000: Vision 2000, Landeskunstausstellung des Saarlandes, Museum St. Ingbert
- 2000: 4. Festival experimenteller Kunst, Berlin
- 2001: Essen, Esskultur, Kunst zu essen, Essen in der Kunst, Heidelberger Kunstverein
- 2001: Art against Torture and Execution, National Center of Contemporary Fine Art, Kaliningrad, Russland
- 2003: 50 Days for Photography Geneva, DOT Galerie, Genf
- 2003: Künstler sehen rot, Große Kunstausstellung, Haus der Kunst, München
- 2003: Aftökur & Útrymingar (Execution & Extermination), Kunstmuseum Akureyri, Island
- 2003: finalmeals, Kunstmuseum Akureyri, Island
- 2004: DETOX – Crossover, SKMU Sørlandets Kunstmuseum, Kristiansand
- 2006: Deathpenaltyshow. Justice for All? Artists Reflect on the Death Penalty, Gallery Lombardi, Austin, Texas
- 2008: Päckchen für Kirgistan. Utopie des Raumes, Kyrgyz National Museum of Fine Arts, Bischek, Kirgisistan
- 2009: The Meaning of Meal, Aram Art Gallery, Seoul
- 2012: Media Scape – Tactical Topics, HDLU (Haus der Bildenden Kunst), Mestrovic Pavillon, Croatian Association of Visual Artists, Zagreb
- 2012: Public / Space / Art, Haus zum Schlossgarten, Forum Schlossplatz, Aarau
- 2013: Utopien vermeiden, Werkleitz Jubiläums-Festival 2013, Halle (Saale)
- 2014: Heritage 2: Sammlungen sammeln, Kunstmuseum Thun
- 2015: Do I Look like a Refugee, Corner College, Zürich
- 2018: Kunstpreis Neukölln (Ausstellung der Nominierten), Galerie im Saalbau, Berlin

## Auszeichnungen
- 2001: Heidelberger Kunstpreis, 1. Preisträgerin
- 2001: Artist in Residence in Moskau
- 2002: Artist in Residence, Bemis Foundation, Omaha, US
- 2002: Kunstpreis der Stadt Limburg, 1. Preisträgerin
- 2003: H.W. & J. Hector Kunstpreis der Kunsthalle Mannheim, 2. Preisträgerin
- 2014: Arbeitsstipendium Stiftung Kunstfonds

## Filmografie
- 1988: Tatort: Salü Palu
- 1988: Tatort: Winterschach